# La Ola

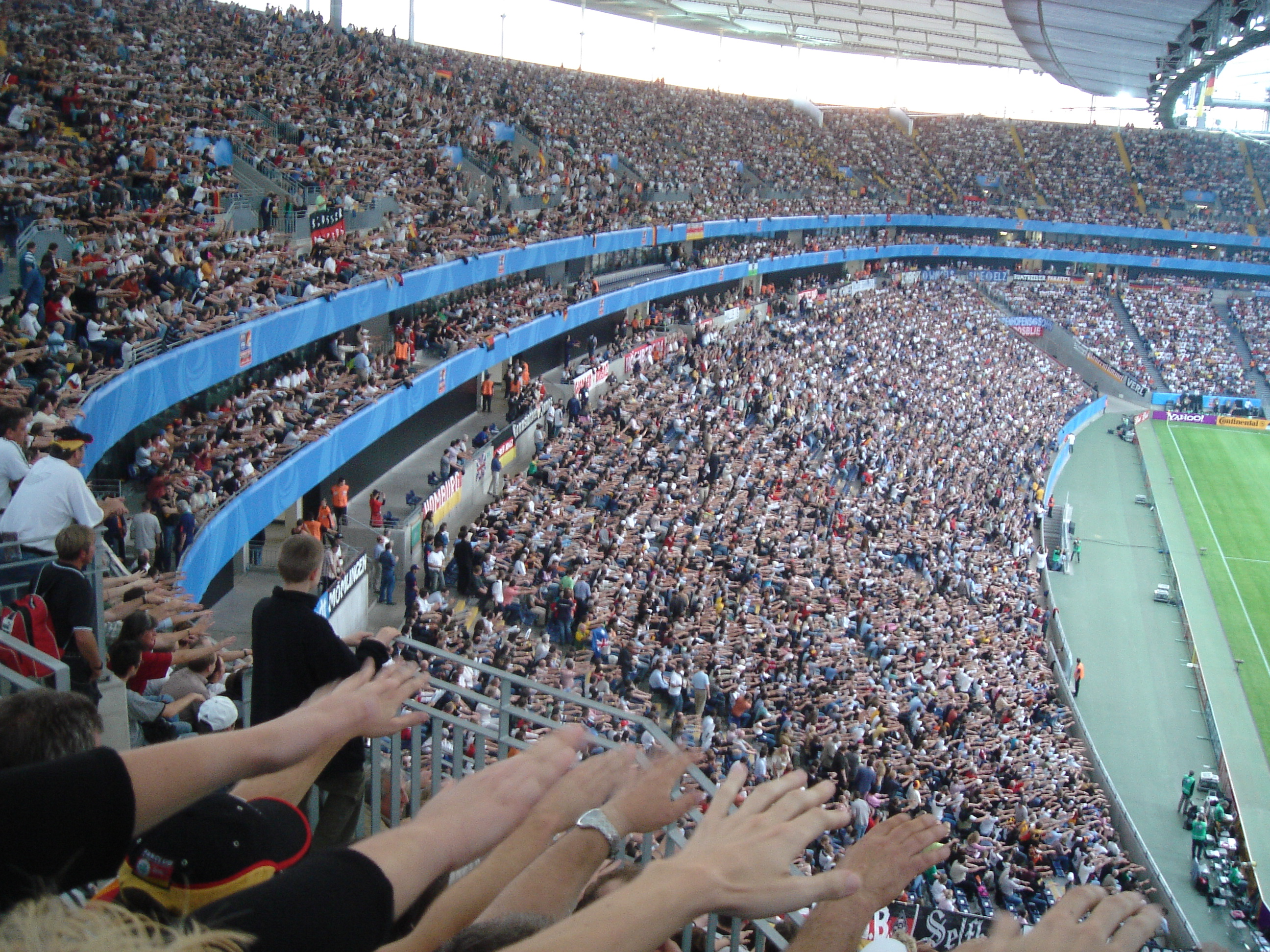
La Ola beim Eröffnungsspiel des Konföderationen-Pokals 2005 in Frankfurt

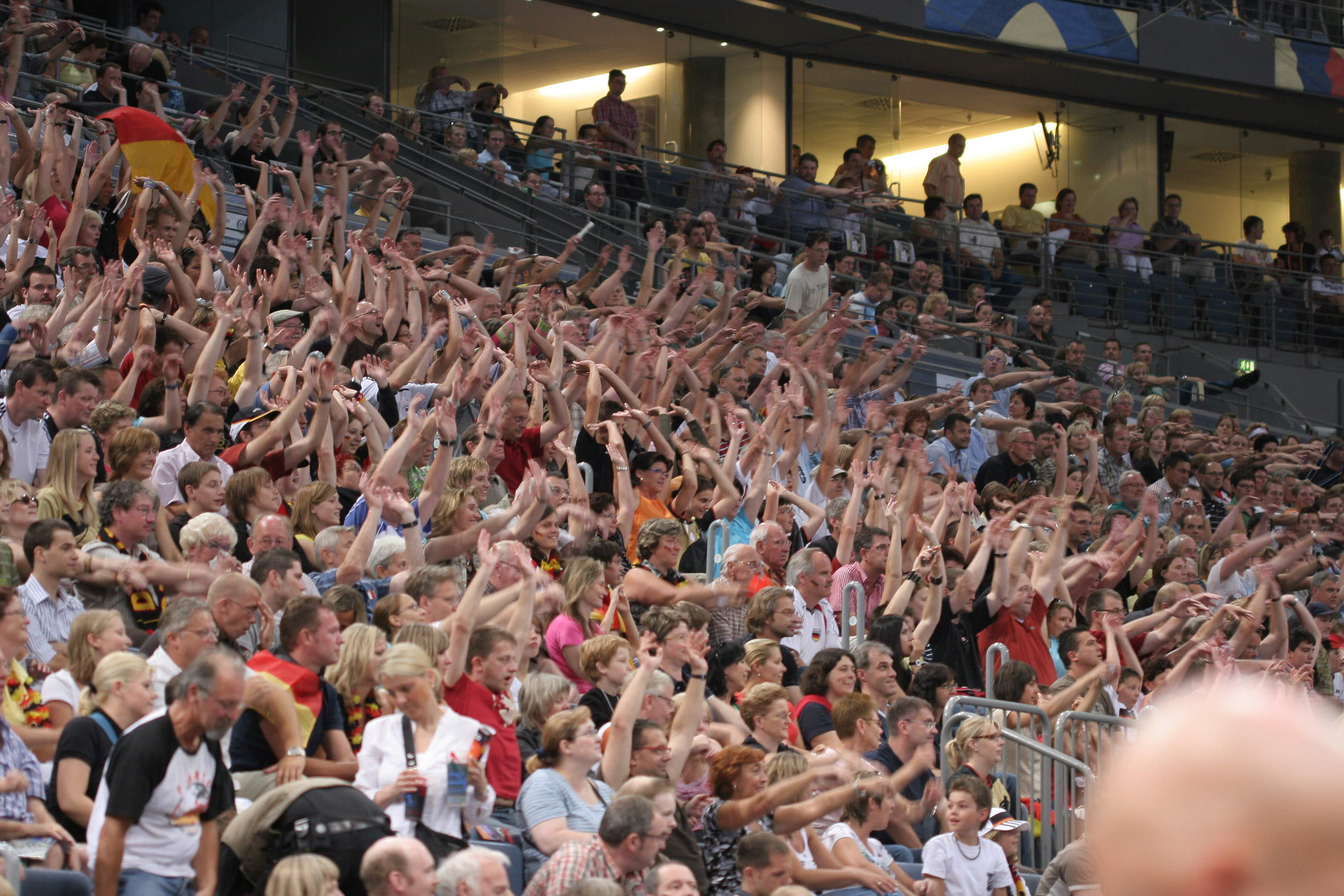
La Ola bei einem Handballländerspiel in der Lanxess Arena

La Ola (vom span. „ola“, die „Welle“), im Deutschen auch La-Ola-Welle, Zuschauerwelle oder Stadionwelle, ist eine vom Publikum ausgeführte Massendarbietung in Stadien. Dabei imitieren die Zuschauer eine sich kreisförmig durch das Stadion bewegende Wasserwelle, indem sie in einer vorgegebenen Richtung nacheinander kurz die Arme hochreißen. Der optische Effekt wird gelegentlich durch ein kurzes Aufstehen und Wiederhinsetzen verstärkt. Akustisch wird die Welle oft mit einem lauten Johlen untermalt. Dadurch bemerkt der Zuschauer auch leichter den herannahenden „Wellenberg“ und damit seinen Einsatz für den beschriebenen Bewegungsablauf.

## Geschichte
Der amerikanische Cheerleader Krazy George Henderson nimmt für sich in Anspruch, die Publikumswelle erfunden und am 15. Oktober 1981 während der American League Championship Series im Oakland-Alameda County Coliseum dem anwesenden Publikum erklärt zu haben.
Andere Quellen behaupten, dass die Audience Wave von Cheerleader Robb Weller erfunden und am 31. Oktober 1981 im Husky Stadium der University of Washington bei einem Football-Spiel der Washington Huskies gegen die Mannschaft von Stanford durchgeführt wurde – zuerst in einer vertikalen Version, von unten nach oben laufend. Diese Version war nicht von Erfolg gekrönt, so dass Robb Weller eine horizontale Version ausprobierte, die vom Publikum angenommen wurde. Der langjährige Dirigent der Universitätsband, Bill Bissell, beansprucht für sich eine Mitwirkung bei der Erfindung der Welle. Außerdem wird der Film Son of Flubber von 1962 als Hinweis auf eine ältere Tradition angeführt, weil darin bei 1:12:13 bis 1:12:20 das Publikum eine solche Wellenbewegung andeutet.
La Ola vor internationalem Publikum wurde zum ersten Mal am 8. August 1984 bei den Olympischen Sommerspielen in den USA gezeigt. Zirka 80.000 Menschen veranstalteten die Welle beim Fußballspiel zwischen Brasilien und Italien im Stanford Stadium.
Auch die Mexikaner reklamieren die Entstehung von La Ola für sich und verlegen ihren Ursprung ins Estadio Universitario des Jahres 1984. Durch die zwei Jahre später in Mexiko ausgetragene Fußball-Weltmeisterschaft 1986 wurde die Stadionwelle weltweit bekannt. Im englischsprachigen Raum außerhalb Nordamerikas wird sie Mexican wave genannt.
1987 „schwappte“ La Ola auch nach Deutschland über: Beim Eishockey-Bundesligisten ESV Kaufbeuren wurde im Spiel gegen den Kölner EC erstmals die „Welle“ durch den Stadionsprecher angestimmt. Sie rollte über zehnmal durch das ausverkaufte Stadion.
Unter Fußballfans ist La Ola umstritten: Viele halten sie für den Inbegriff der Begeisterung, weil sie das gesamte Stadion einbezieht. Andere kritisieren sie als Zeichen des Eventcharakters von Fußball, da man sich lediglich selbst feiere, die Welle vom Spielgeschehen ablenke und der Anfeuerungseffekt für die Spieler gering sei. Dies wird damit begründet, dass die Zuschauer die Welle vor allem starten würden, wenn das Spiel selbst nur wenig Interessantes zu bieten habe. Immer wieder kommt es auch zu Unmutsäußerungen (Pfiffen) der Mitwirkenden, wenn die Welle im Bereich der Ehrentribüne oder der gegnerischen Anhänger ausläuft. In neuerer Zeit kommt La Ola zumeist dann zum Einsatz, wenn die Heimmannschaft eine äußerst überzeugende Leistung abliefert, hoch führt oder dabei ist, einen wichtigen Sieg einzufahren.
Gestartet wird die Welle heutzutage meist, indem die Zuschauer in einem Block des Stadions laut von zehn bis eins herunterzählen. Anschließend heben sie alle gleichzeitig die Hände und erzeugen so den Wellenberg, der dann seitlich fortgesetzt wird und so in Bewegung gerät. Die Richtung ist dabei von Stadion zu Stadion verschieden. Meist sind mehrere solcher Versuche notwendig, bis die Welle das ganze Stadion umrundet.
Im Film Harry und Sally (1989) gibt es eine Szene während eines Footballspiels, in der Harry und Jess auf der Tribüne sitzend während des Dialogs immer wieder aufstehen müssen, weil die Zuschauer die Welle veranstalten.
Ein mathematisches Modell von La Ola wurde 2002 von Dirk Helbing und zwei ungarischen Forschern vorgestellt.

## Trivia
Die häufig verwendete Formulierung eine La-Ola-Welle ist aus etymologischer Sicht ein Pleonasmus. Der spanische Begriff „La Ola“ heißt wörtlich übersetzt bereits „Die Welle“. Sowohl der unbestimmte Artikel „eine“ als auch der Zusatz „Welle“ doppeln also Aspekte, die „La Ola“ bereits ausdrückt.